# Rio Maria Luísa
O Rio Maria Luísa é um curso de água do arquipélago de São Tomé e Príncipe, localizado no distrito de Lembá, ilha de São Tomé, corre para Este até encontrar o mar entre a localidade da Prainha e a localidade de Diogo Vaz.